# Material Compliance
Die Material Compliance (MC) beschäftigt sich mit der Einhaltung von umwelt- und völkerrechtlich relevanten Gesetzen und Verordnungen, religiös motivierten Vorgaben und Vorgaben von Unternehmen, welche die Verwendung verschiedener Substanzen und/oder Werkstoffe in Produkten einschränken oder sogar verbieten.
Der überwiegende Teil der Material Compliance Regelwerke befasst sich mit umweltrelevanten Aspekten von Produkten, weshalb die MC vor allem als Teilbereich des produktbezogenen Umweltschutzes zu sehen ist. Weitere Gebiete des produktbezogenen Umweltschutzes sind z. B. die Energieeffizienz von Geräten oder der Schadstoffausstoß von PKW. Die Anforderungen, die sich aus dem produktbezogenen Umweltschutz ergeben, stellen Produktmerkmale (wie z. B. auch die Abmessungen oder die Funktion des Produktes) dar. Werden MC-Produktmerkmale nicht erfüllt, so ist das Produkt schlicht mangelhaft.
Material Compliance-Regelwerke, die Gesetzgeber bisher verfasst haben, zielen darauf, Mensch und Umwelt vor schädlichen Substanzen zu schützen, den unkontrollierten Abbau geschützter Holzarten zu verhindern und die Finanzierung von Warlords (Kriegsherren in Krisengebieten) durch illegalen Bergbau einzudämmen.
Dabei steht der Gesetzgeber immer im Spannungsfeld: Zum einen, um die oben genannten gesellschaftlichen Ziele zu erreichen, zum anderen, um die Produktionsfähigkeit der Industrie zu erhalten. D. h., der Gesetzgeber muss für jede potentiell gefährliche Substanz die Gefährdung je nach Anwendung belegen und prüfen, welche Möglichkeiten es gibt, weniger bedenkliche Stoffe zu verwenden (Substitution) und in welchem Zeitraum dies wirtschaftlich vertretbar umzusetzen ist.
Dies führt zu einer großen Anzahl von Regelwerken, die wiederum viele spezifische, zeitlich begrenzte Ausnahmen für die jeweilige Verwendung der reglementierten Substanzen haben.

## Regelwerke
Mit Regelwerken sind Gesetze und Verordnungen aber auch Normen, Standards (z. B. Richtlinien) und vor allem Vorgaben von Unternehmen gemeint.
Beispiele für umweltrelevante Material Compliance Regelwerke sind: REACH, RoHS, ELV, TrinkwV, Spielzeugrichtlinie, Hong Kong Convention, EU-Schiffsrecycling-Verordnung (EU 1257/2013 11/2013), ElektroG (WEEE), BatterieG, VerpackG, BiozidV, HolzhandelsV, POP Convention, Railway Industry Substance List (RISL) und LebensmittelsicherheitVo (EG 1935/2004, EU 10/2011 und Bedarfsgegenständeverordnung).
Beispiel für ein völkerrechtlich motiviertes MC-Regelwerk: Conflict Minerals
Beispiele für religiös motivierte MC-Vorgaben (relevant z. B. für Maschinen und Anlagen der Lebensmittelproduktion oder für Verpackungen): Koscher und Halāl
Beispiele für MC-Vorgaben von Unternehmen: Bosch N 2580 Verbot und Deklaration von Inhaltsstoffen und Daimler DBL 8585

## Reglementierte Substanzen und Werkstoffe
Mit reglementierten Substanzen und Werkstoffen sind über 100 Stoffgruppen, die über 3000 Stoffe beinhalten, gemeint. Beispielsweise ist Blei in seinen Verbindungen u. a. im Elektro- und Elektronikgerätegesetz reglementiert, was wiederum unter anderem zum bleifreien Löten geführt hat.

## Produkte
Mit Produkten sind gemeint:
- Stoffe (chemische Elemente und Verbindungen)[2]
- Gemische (Gemenge, Gemische oder Lösungen)[3]
- Erzeugnisse (Gegenstand, der bei der Herstellung eine spezifische Form, Oberfläche oder Gestalt erhält)[4]

## Einordnung und Abgrenzung
- Compliance vs. Material Compliance: Typische Compliance Themen sind Korruption und die Einhaltung von Steuergesetzgebung. Das Thema Material Compliance hat jedoch einen direkten Produktbezug[5]. Es ist als technische Anforderung zu verstehen.

- Gefahrstoffmanagement vs. Material Compliance: Das Gefahrstoffmanagement beschäftigt sich mit dem Umgang von Gefahrstoffen am Arbeitsplatz und ist somit ein Teilbereich des Arbeitsschutzes und der Sicherheit. Dabei sollen die Gefahren von Beschäftigten am Arbeitsplatz und die Auswirkungen der Produktion auf die Umwelt verringert werden[6]. Die MC als Teilbereich des produktbezogenen Umweltschutzes zielt darauf ab, Gefahren für Bevölkerung und Umwelt zu verringern, die vom Produkt selbst ausgehen.

In Europa sind die bekanntesten Material Compliance Regelwerke REACH und RoHS. Weltweit gibt es aber über 50 Regelwerke, die die Verwendung bestimmter Substanzen in Produkten einschränken oder sogar verbieten. Die MC beschreibt also die Summe all dieser Anforderungen, die für ein Produkt relevant sind. Die erste Aufgabe besteht darin, herauszufinden, welche Regelwerke überhaupt für das Produkt in den verschiedenen Vertriebsmärkten Anwendung finden. Die MC ist hier als ein weiterer Baustein des Anforderungsmanagements zu sehen, dessen Aufgabe es ist alle technischen Anforderungen an das Produkt zu definieren.
Weiterhin ergibt sich die Komplexität der Material Compliance aus der großen Anzahl der reglementierten Substanzen, unterschiedlich geregelter Grenzwerte (die sich teilweise widersprechen) und vieler zeitlich begrenzter Ausnahmen bezogen auf die jeweilige Verwendung.

## Geltungsbereich von Regelwerken
Welche Produkte in welchen Geltungsbereich von Regelwerken fallen, kann eine komplexe Fragestellung sein, die in seltenen Schadensfällen letztendlich vor Gericht geklärt wird. Entscheiden, welche Produkte, Stoffe und Unternehmen betroffen sind, können lediglich die zuständigen Behörden (zentrale Stellen w.z.B.: stiftung ear & ZSVR, Landesämter, Bundesämter) mit entsprechender Befugnis. Anwälte, Berater, Verbände und Dienstleister können hingegen keine rechtsverbindliche Stellungnahme abgeben. Sie sind aber in der Lage, Empfehlungen auszusprechen und anhand ihres praktischen Erfahrungsschatzes Inverkehrbringern die Deklaration zu vereinfachen.  Von Regelwerken, die sich nicht auf Produkte beziehen, sondern direkt auf Substanzen wie z. B. die EU-Chemikalienverordnung REACH, sind alle Produkte betroffen, es sei denn, es gibt eine spezielle Ausnahmeregelung. Für die meisten Unternehmen in der Lieferkette stellt sich die Frage, welche Regelwerke beachtet werden, erst gar nicht, da sie ihre Kunden über vertragliche Regelungen zur Einhaltung spezifischer Material Compliance Regelwerke verpflichten. Diese so getroffenen Abmachungen (zum Beispiel über die AGB) stellen jedoch privates Recht dar, während es sich bei den hier betrachteten Regelwerken um öffentliches Recht handelt. So kommt es zu Stande, dass Inverkehrbringer dennoch in die Haftung genommen werden, auch wenn Obligationen zur Prüfung, Anmeldung, Deklaration, Lizenzierung oder Registrierung zwischen den Parteien per Vertrag weitergegeben wurden. Im Zweifelsfall richtet sich der Kläger auch gegen mehrere Parteien der Lieferkette. Die Anforderungen aus den Regelwerken auf diese Weise weiter- bzw. abzugeben ist also theoretisch möglich, jedoch rechtlich angreifbar und gefährlich, da Strafen, Vertriebsverbote und Klagen dennoch drohen.

## Stand der Technik
Jedes Unternehmen kann generell für alle technischen Anforderungen seinen Stand der Technik definieren. Im Haftungsfall wird im Zweifel vor Gericht entschieden, was der einzuhaltende Stand der Technik ist. Empfehlenswert ist es daher, dass sich Unternehmen nach vorhandenen Normen richten.
Die DIN EN 50581 und die daraus hervorgegangene IEC 63000 wurden für die Elektro-/Elektronikbranche zum Nachweis der RoHS-Richtlinien entwickelt. Beide Normen verweisen aber darauf, dass sie auch für andere stoffbezogene Regelwerke Anwendung finden können.
Den Stand der Technik zum Nachweis der Material Compliance in der Automobilindustrie stellt das Internationale Materialdatensystem dar.

## Technische Umsetzung gem. DIN EN 50581 und IEC 63000
Die Frage in der Praxis ist, wie im Produktentstehungsprozess (PEP) das Produktmerkmal Material Compliance berücksichtigt werden kann und wie die MC letztendlich nachgewiesen, also gemessen, wird. Bei der Kontrolle der Abmessungen eines Produktes beispielsweise, existieren viele Messverfahren und die Aufgabe der Qualitätssicherung besteht darin, das Messverfahren, das dem Stand der Technik entspricht, auszuwählen und anzuwenden. Analog hierzu gibt es auch für die MC einen Stand der Technik nach dem die MC zu kontrollieren ist. Auf der Hand liegt, dass nicht jedes Produkt chemisch analysiert werden kann, bevor es in Verkehr gebracht wird, da es bei dieser Analyse zerstört wird. Eine hundertprozentige Kontrolle kann es also nicht geben, weil sonst keine Produkte mehr zum Verkauf zur Verfügung stehen würden. Auch eine chemische Überprüfung eines Produktes aus jeder hergestellten Charge ist aus vielen Gründen meistens nicht umsetzbar.
Die DIN EN 50581 und die IEC 63000 kennen vier Elemente zum Nachweis der Material Compliance. Diese sind:
- Technische Beurteilung (Bauteilrisikobewertung: wie hoch ist das Risiko, dass ein reglementierter Stoff enthalten ist? z. B. organische Verbindungen in Metallen sind nicht möglich) und/oder
- Zuliefererklärung (Bestätigung, dass die Menge der verwendeten beschränkten Stoffe innerhalb der Grenzwerte liegt) und/oder
- Materialdeklarationen (Informationen über die Menge an spezifischen Stoffen und angewendete Ausnahmen) und/oder
- analytische Testergebnisse.

Alle angewendeten Verfahren und Ergebnisse sind zu dokumentieren und aktuell zu halten. Zuliefererklärungen zur Material Compliance müssen sich immer auf ein spezifisches Bauteil beziehen. Zudem ist die Vertrauenswürdigkeit der Information nachzuweisen. Dies kann z. B. durch eine MC-Lieferantenbewertung und eine Bauteilrisikobewertung erfolgen. Sind keine vertrauenswürdigen Informationen vorhanden, dann ist ein analytisches Testergebnis erforderlich. Wobei dieses auch vom Lieferanten stammen kann. Die Weitergabe volldeklarierter Materialdaten in der Lieferkette (Produktzusammensetzung bis auf Reinstoffebene) ist nur in der Automobilindustrie Standard (vgl. IMDS).

### Umsetzungsstrategien zur Datengenerierung
Liegt ein hoher Eigenfertigungsanteil vor bzw. wenn die Materialzusammensetzung der Produkte bekannt ist (z. B. sind bei Normwerkstoffen die CAS-Nr. recherchierbar), ergibt sich die folgende Vorgehensweise:
1. Generierung volldeklarierter Daten und abgleichen mit der Liste reglementierter Substanzen.
2. Nur die Zukaufteile anfragen, für die keine vollständigen Daten vorliegen (Umfang: Zuliefererklärungen auf Bauteilebene mit Bezug zum jeweiligen Regelwerk).
3. Prüfen der Vertrauenswürdigkeit der Lieferanten in Bezug auf die MC.
4. Prüfen, wie hoch das Risiko ist, dass im Bauteil eine reglementierte Substanz enthalten ist.
5. Bauteile, für die keine vertrauenswürdigen Infos vorliegen oder für die ein hohes MC-Risiko besteht, müssen stichprobenhaft chemisch analysiert werden.

Diese Vorgehensweise ist auch bei Lohnfertigern zulässig, wenn das Material vorgegeben und im allgemeinen Qualitätssicherungsprozess überprüft wird.
Liegt ein geringer Eigenfertigungsanteil vor bzw. ist die Materialzusammensetzung der Zukaufteile unbekannt:
1. Alle Zukaufteile anfragen (Umfang: Zuliefererklärungen auf Bauteilebene mit Bezug zum jeweiligen Regelwerk).
2. Prüfen der Vertrauenswürdigkeit der Lieferanten in Bezug auf die MC.
3. Prüfen, wie hoch das Risiko ist, dass im Bauteil eine reglementierte Substanz enthalten ist.
4. Bauteile, für die keine vertrauenswürdigen Infos vorliegen oder für die ein hohes MC-Risiko besteht, müssen stichprobenhaft chemisch analysiert werden.

Damit ist die Umsetzung der Material Compliance technisch gesehen hauptsächlich eine Kombination aus Risikobewertung und Datenmanagement. Wobei die Beschaffung der MC-Informationen bei den Zulieferern in der Regel den größten Aufwand darstellt.

## Haftungsthemen
- Vertragsrecht § 433 Bürgerliches Gesetzbuch (BGB): Der Verkäufer hat dem Käufer die Sache frei von Sach- und Rechtsmängeln zu verschaffen.

Weist ein Kunde eine reglementierte Substanz in einem Produkt nach (z. B. anhand einer chem. Analyse) liegt ein Sachmangel nach § 433 BGB vor. Es drohen Rückruf und Schadensersatzforderungen durch die Kunden.
- Versicherungsschutz entfällt, wenn die Einhaltung des Stands der Technik nicht nachgewiesen werden kann (wg. Erprobungsklausel).

- Produkthaftung: Im Schadensfall droht weiterhin ein Verfahren nach Produkthaftungsrecht (§ 823 BGB und § 1 ProdHaftG), wenn die Einhaltung des Stands der Technik nicht nachgewiesen werden kann.

- Strafverfolgung: Es drohen Maßnahmen von Behörden, z. B. § 27b ChemG: „Mit Freiheitsstrafe bis zu zwei Jahren oder mit Geldstrafe wird bestraft, wer gegen die Verordnung (EG) Nr. 1907/2006… (REACH) verstößt.“

Für eine Strafverfolgung reicht es bereits aus, dass eine reglementierte Substanz in einem Produkt enthalten ist, ohne dass dadurch ein Schaden entstanden ist. Es drohen auch international Haftstrafen wegen des Verstoßes gegen den produktbezogenen Umweltschutz.

## Auslöser für den Haftungsfall
- Aktivitäten der Marktüberwachung ausgelöst durch[18]:

1. Hinweise des Zolls
2. Mitteilung einer anderen Behörde
3. Mitteilung oder Beschwerde von Verbrauchern oder Verbraucherschutzorganisationen
4. Unfall oder Schadensfall
5. Hinweise aus der betreffenden Branche („Konkurrenten-Beschwerde“)
6. Medienberichte über Gefahren oder Gesundheitsschäden, die von Chemikalien ausgehen
7. RAPEX -Meldung
8. Eigenmotivierte Stichproben der Marktüberwachung (Markteinkäufe)

- Aktivitäten von Kunden: mit einer Massenspektrometer-Analyse können die gängigen reglementierten Stoffe entdeckt werden. Alle großen Marktplayer betreiben eigene Material Compliance Risikoanalysen ihrer Lieferanten und Zukaufteile